# Cerkiew św. Paraskewy w Radrużu
Cerkiew pod wezwaniem św. Paraskewy – zabytkowa prawosławna cerkiew (następnie greckokatolicka, obecnie muzealna) w Radrużu w powiecie lubaczowskim z XVI w.
W 2013 roku została wpisana na Listę Światowego Dziedzictwa UNESCO wraz z innymi drewnianymi cerkwiami w Polsce i na Ukrainie. Włączona do podkarpackiego Szlaku Architektury Drewnianej.

## Charakterystyka
Cerkiew ta należy do najstarszych i najlepiej zachowanych obiektów drewnianego budownictwa cerkiewnego w Polsce. Znalazła się na prestiżowej, międzynarodowej liście World Monuments Fund (WMF), która obejmuje bezcenne obiekty warte ratowania i wsparcia finansowego.
Położona jest na owalnym wzgórzu nad potokiem Radrużka, i wraz z dzwonnicą otoczona jest murem (obecny z 1825), co nadaje jej charakter obronny. Zbudowana została z drewna jodłowego i dębowego przez cieśli wykorzystujących doświadczenia ciesielstwa późnogotyckiego. Fundatorem cerkwi był prawdopodobnie poseł na sejm i starosta lubaczowski Jan Płaza (zm. w 1599). W niespokojnych czasach XVII wieku cerkiew − oprócz funkcji religijnych − odgrywała rolę warowni, w której mogli się schronić mieszkańcy podczas najazdów tatarskich.

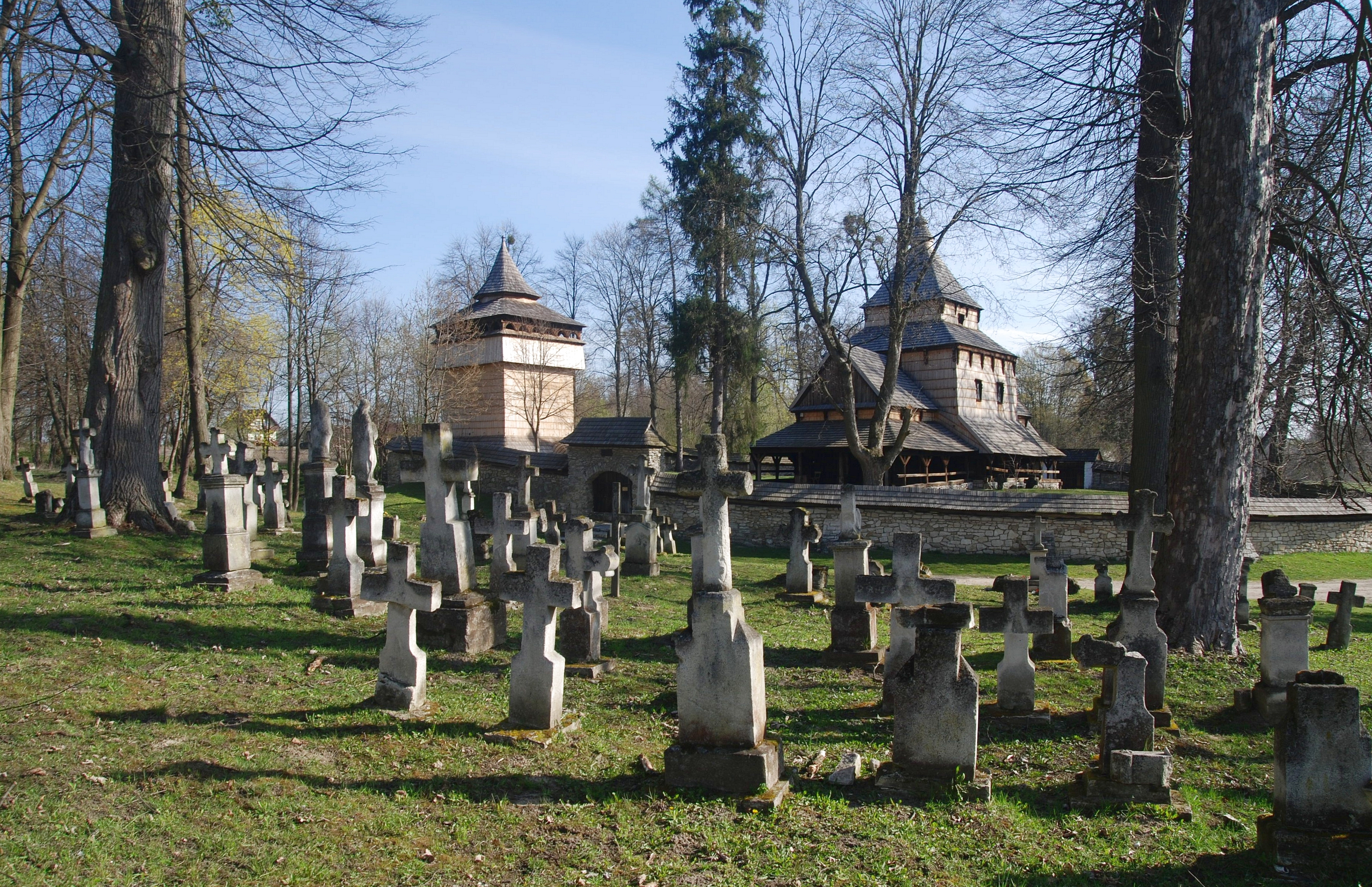
Widok od cmentarza przycerkiewnego
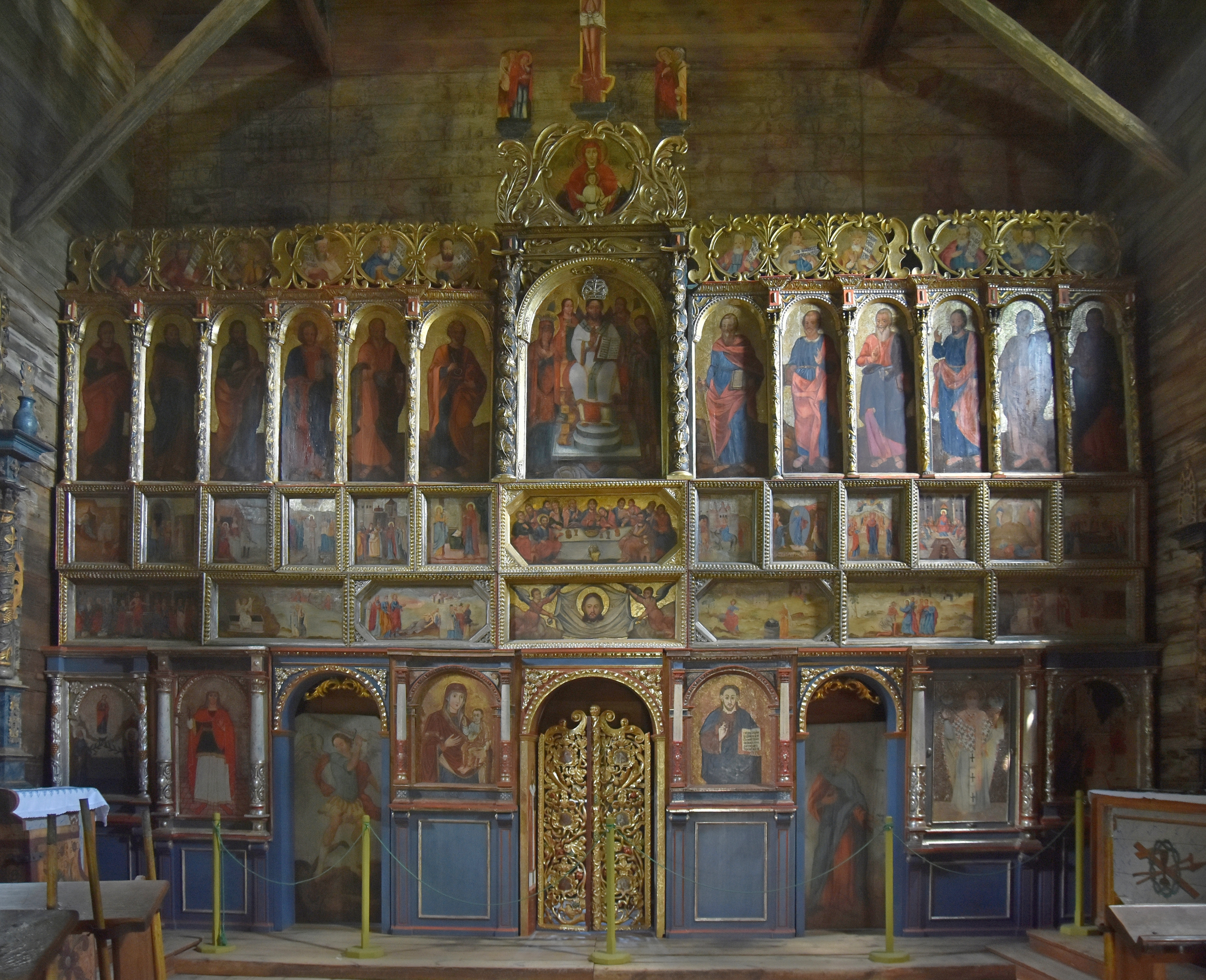
Ikonostas
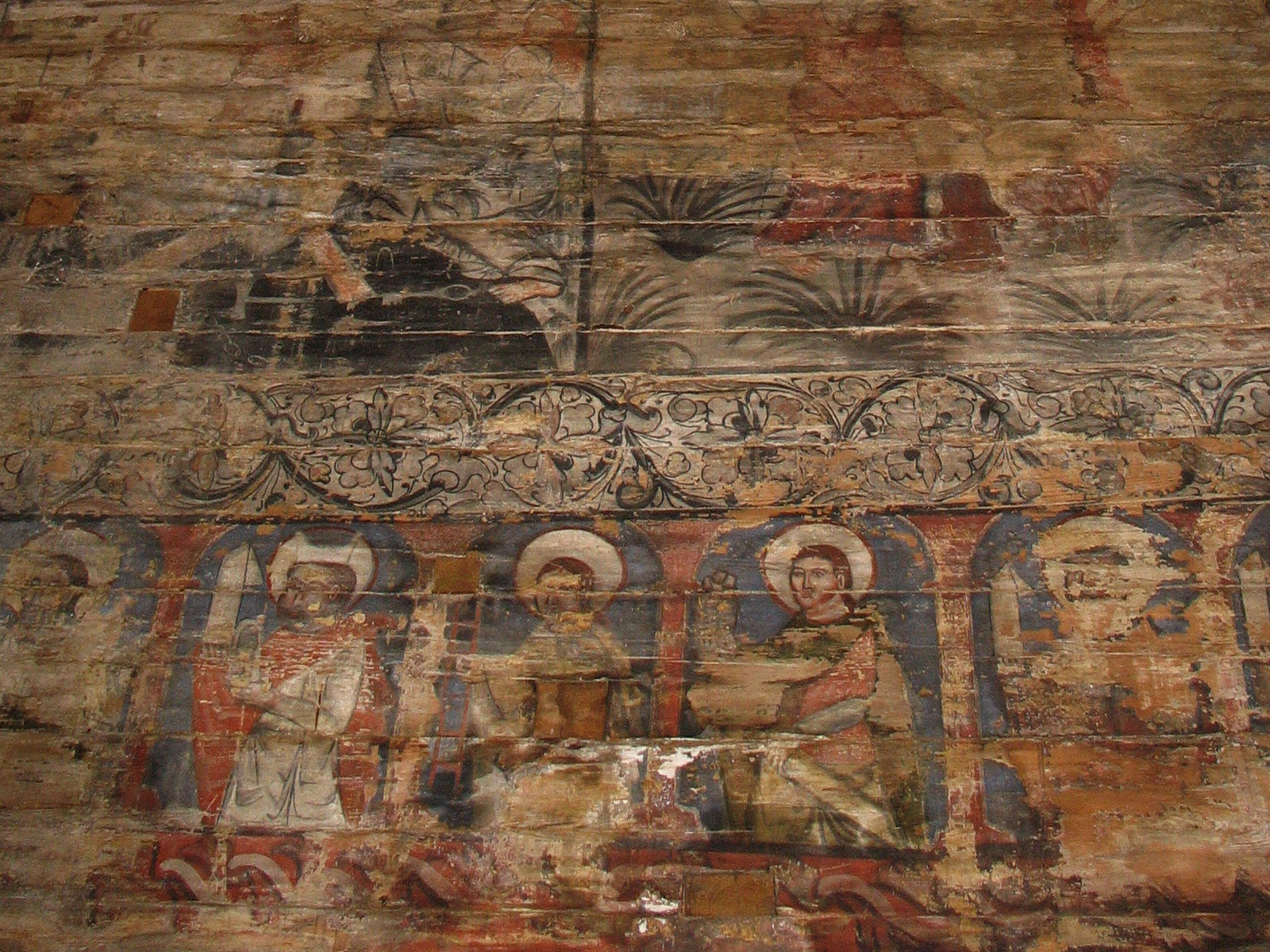
Polichromia

Cerkiew jest trójdzielną budowlą konstrukcji zrębowej, o charakterze późnogotyckim, zbudowaną na rzucie trzech kwadratów. Najwyższą i najszerszą część stanowi dwukondygnacyjna nawa, zwieńczona czworoboczną kopułą zrębową z jednym załomem i gontową latarnią. Niższe prezbiterium i babiniec mają dachy dwuspadowe. Dachy i ściany pobite są gontem. Dokoła cerkwi ciągną się obszerne soboty wsparte na słupach. Soboty są elementem często spotykanym w cerkwiach karpackich; na Roztoczu Wschodnim występują w Radrużu i Nowym Bruśnie. Na ścianie ikonostasowej oraz w prezbiterium zachowała się polichromia malowana wprost na drewnie w 1648, prawdopodobnie przez malarzy potylickich. W 2012 r. dokonano konserwacji elementów ikonostasu, które z Łańcuta przekazane zostały do cerkwi radrużańskiej.

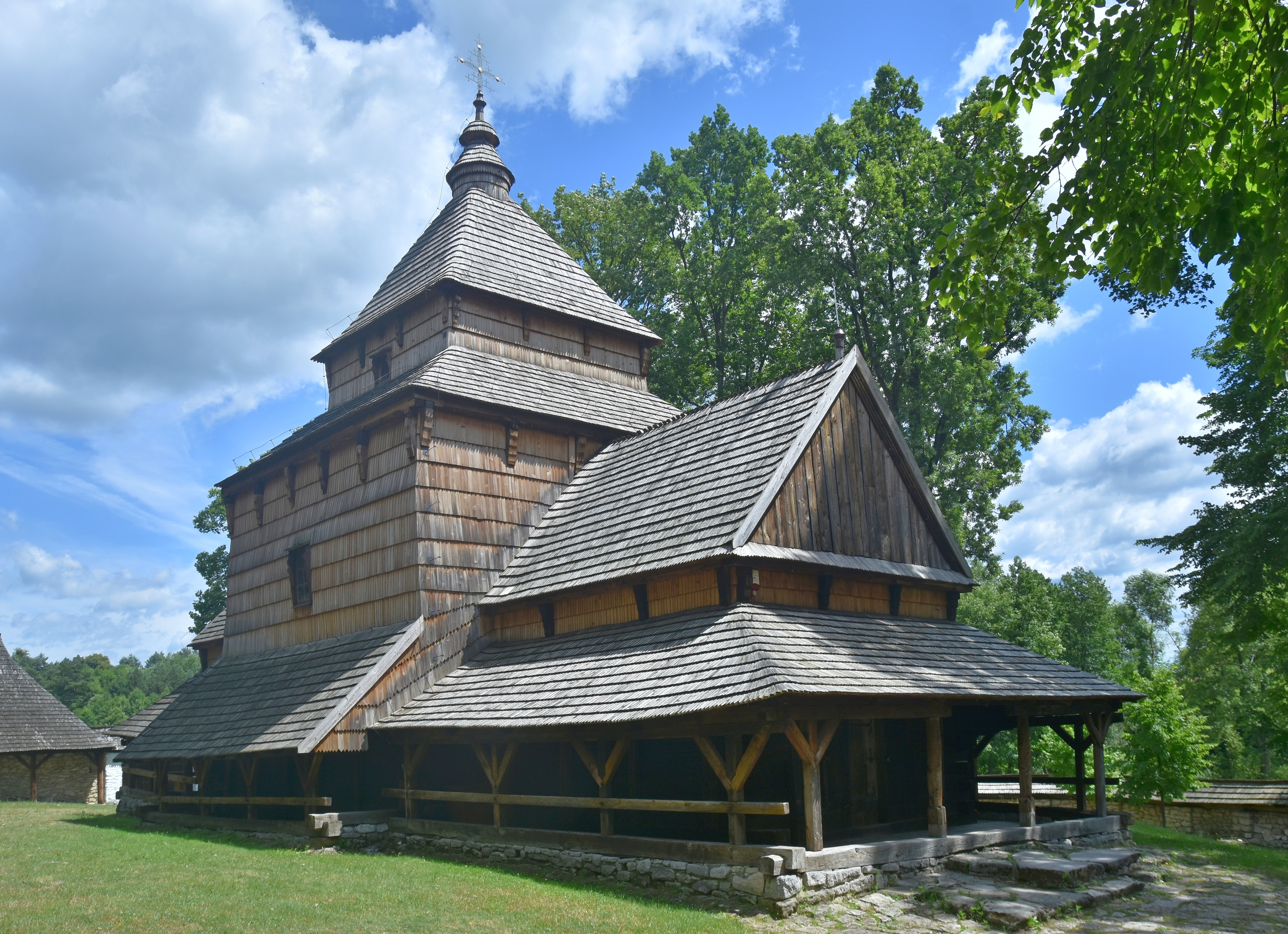
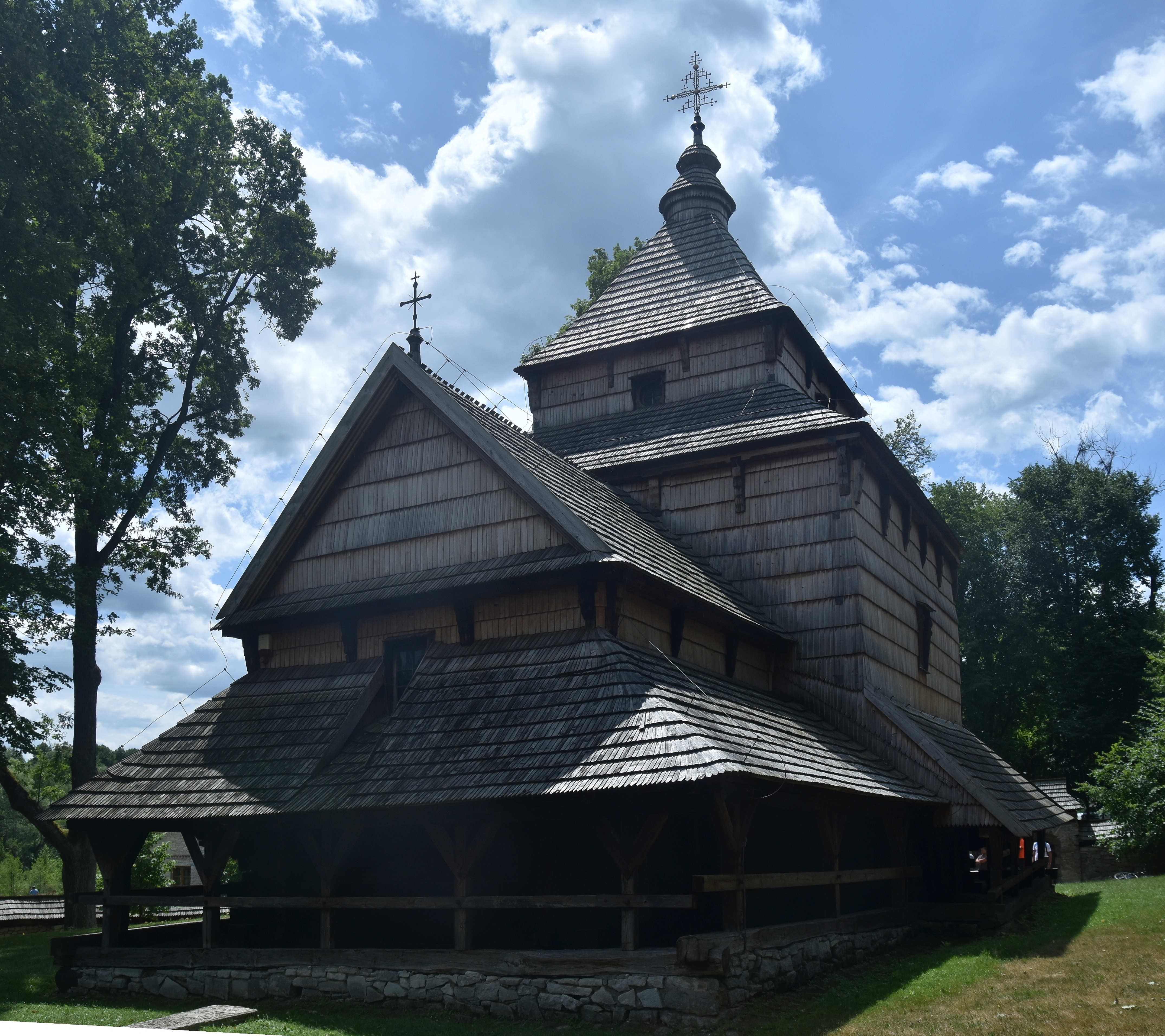
Elewacja frontowa
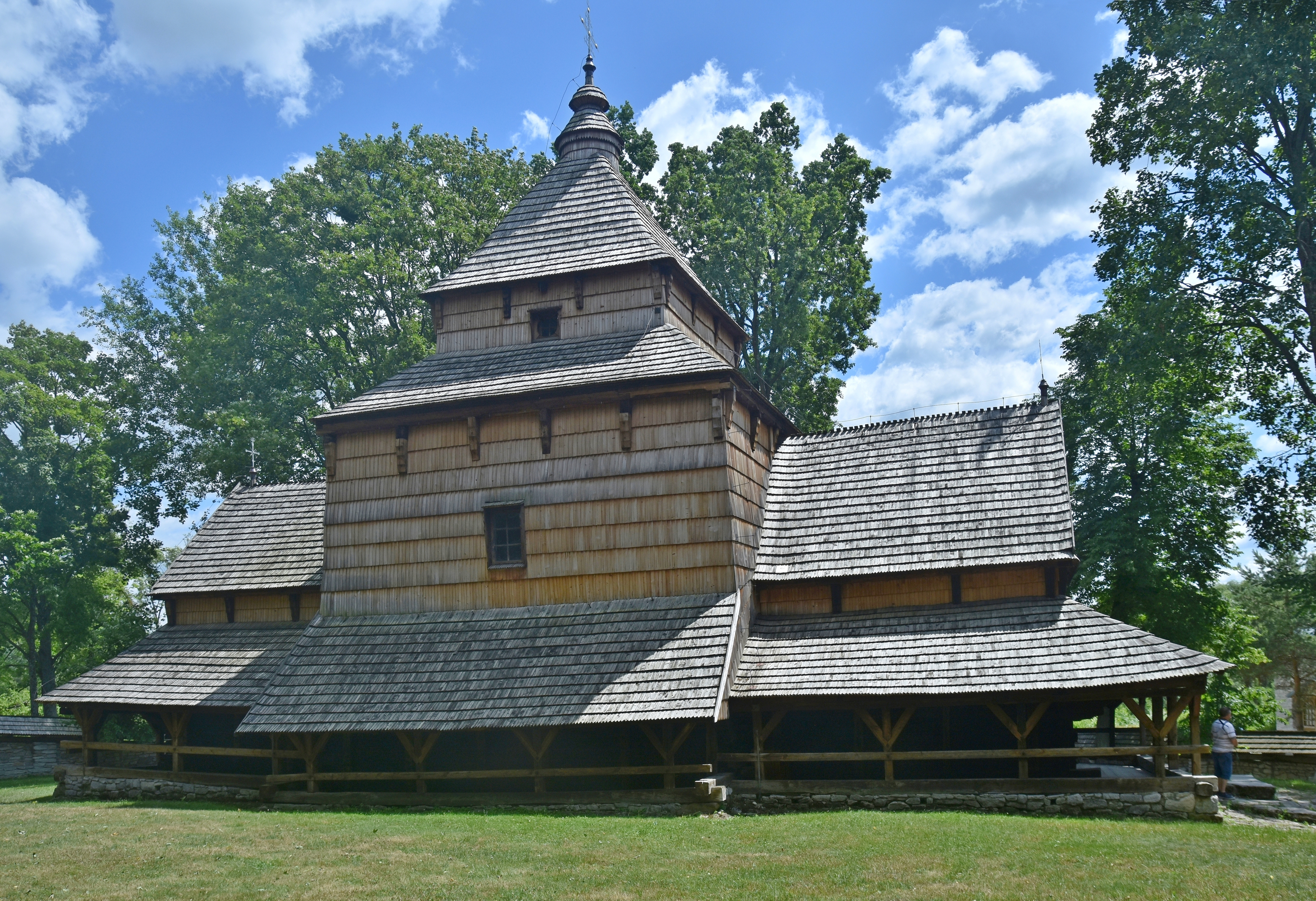
Elewacja boczna

W latach 1963–1965 cerkiew została odrestaurowana przez miejscowych rzemieślników pod kierownictwem konserwatorów z Krakowa. W trakcie konserwacji pod węgłem podwaliny odnaleziono osiem szelągów króla Jana Kazimierza z 1665 (obecnie w muzeum w Lubaczowie). Na przycerkiewnym cmentarzu (pow. ok. 16 a), otoczonym murem, stoi kilka kamiennych krzyży oraz krypta właścicieli Radruża − Andruszewskich. W pobliżu dwa inne cmentarze: starszy i większy o pow. ok. 42 a i mniejszy o pow. 14 a. Na obu zachowały się zabytkowe nagrobki bruśnieńskie.
Świątynia wykazuje wiele cech wspólnych z cerkwią Świętego Ducha w Potyliczu.
Cerkiew w roku 2012 znalazła się na liście World Monuments Watch jako jeden ze stu cennych zabytków na świecie zagrożonych zniszczeniem. 21 czerwca 2013 roku została wpisana na Listę Światowego Dziedzictwa UNESCO.

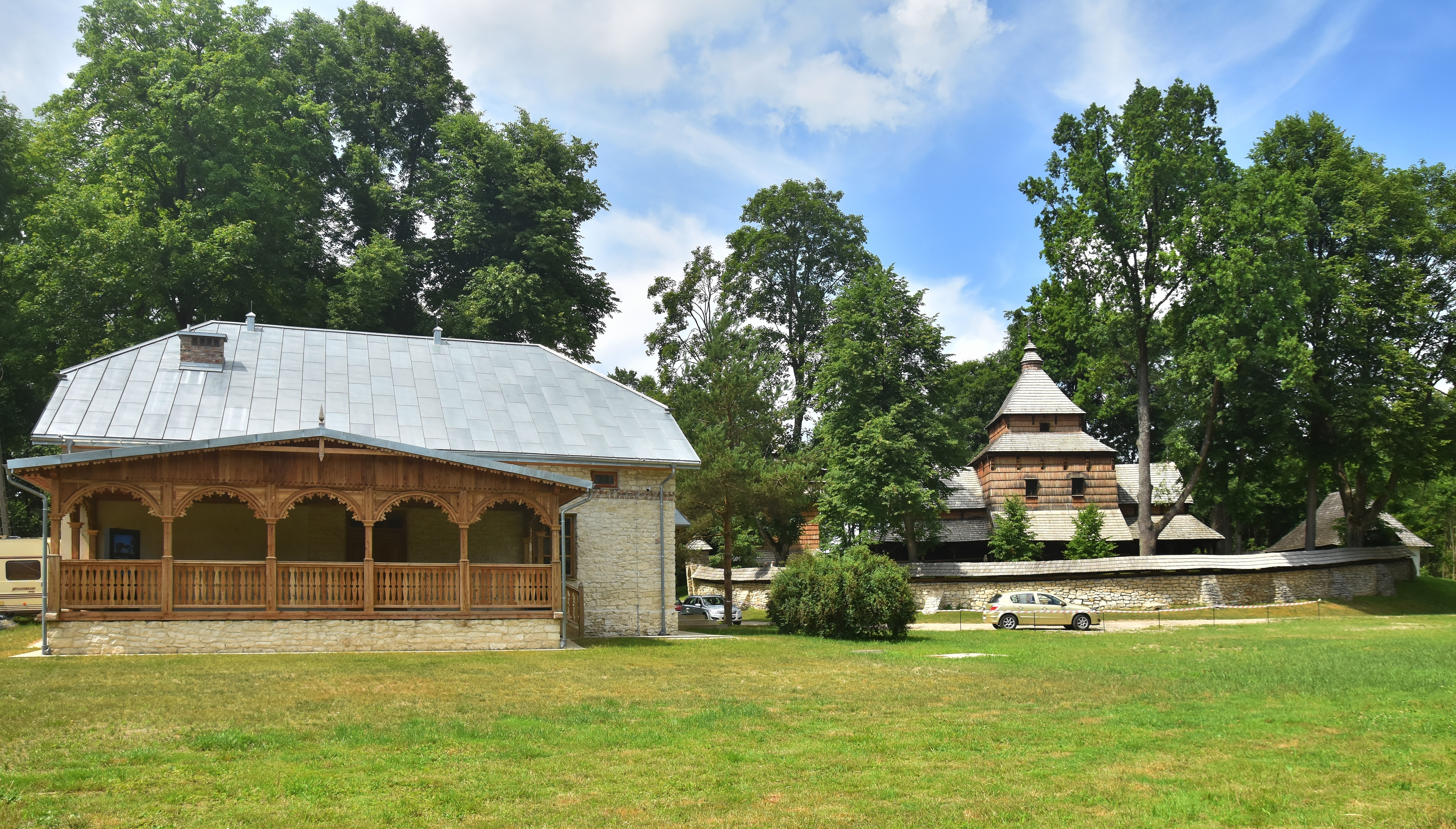
Otoczenie
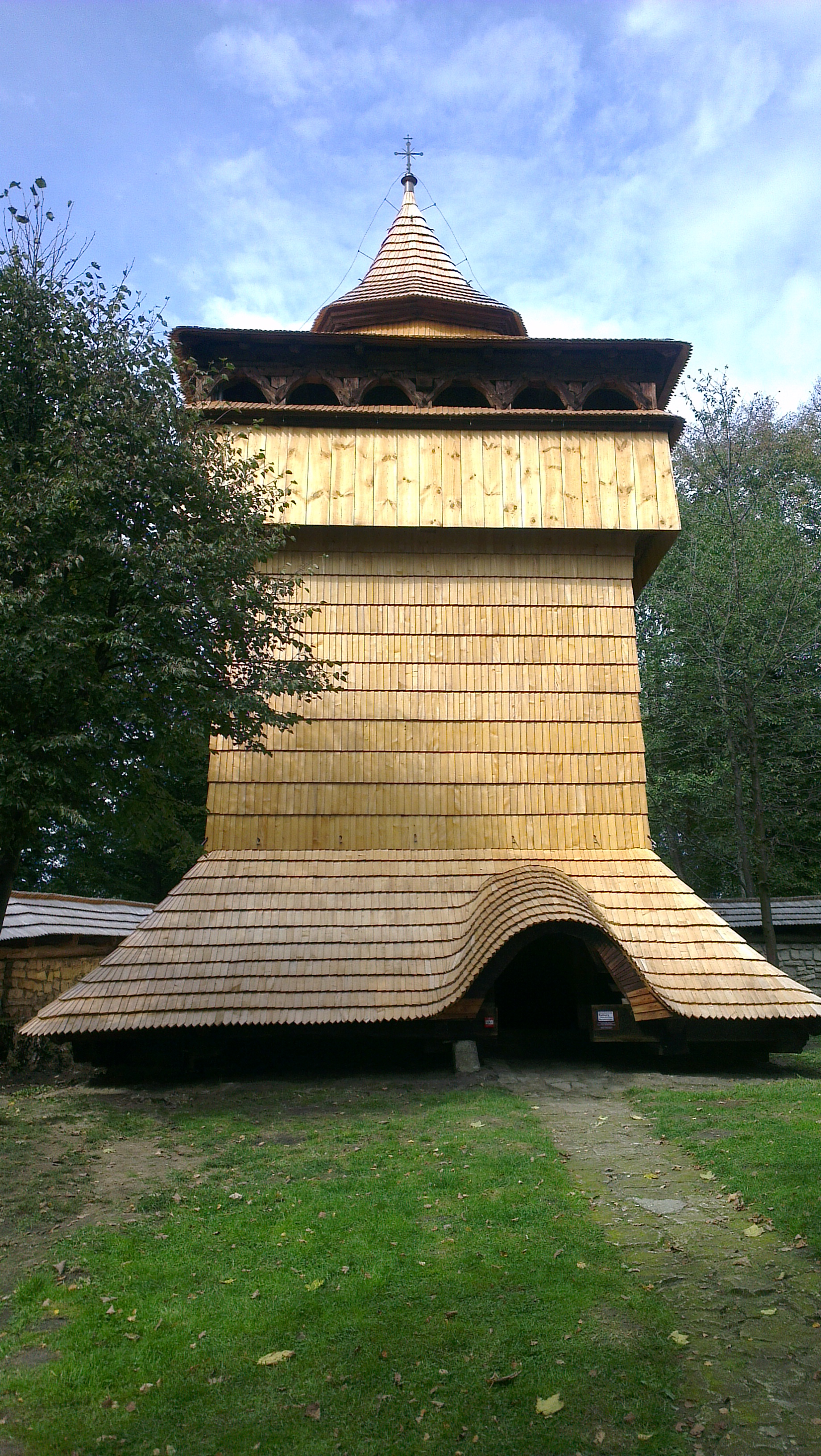
Dzwonnica
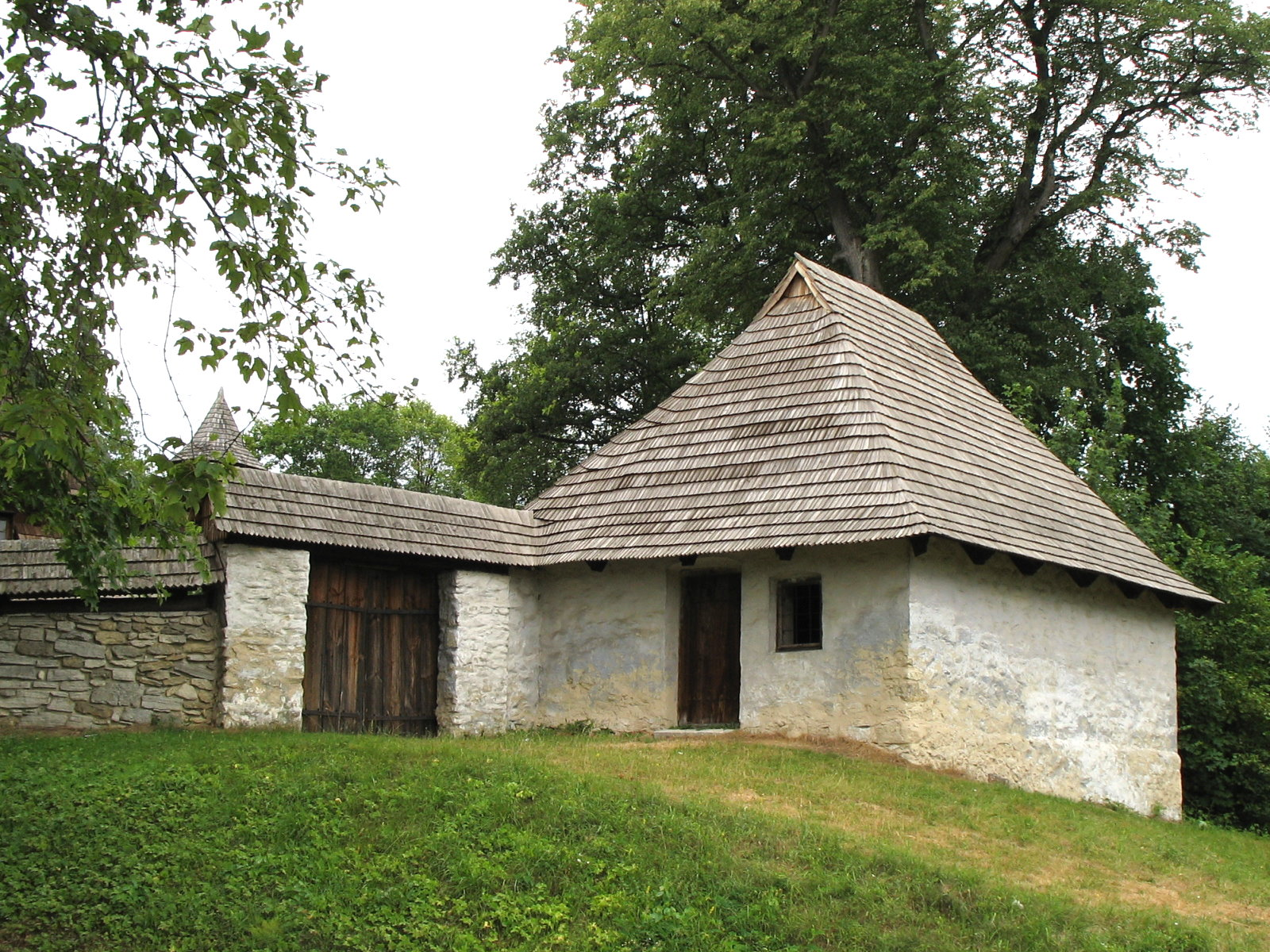
Dom diaka

Od 2010 roku zespół zabudowań cerkiewnych stanowi oddział Muzeum Kresów w Lubaczowie.
W listopadzie 2017 prezydent RP wpisał obiekt na listę pomników historii. 